# Komsomolski (Dagestan)
Komsomolski (russisch Комсомо́льский) ist eine Siedlung städtischen Typs in der Republik Dagestan in Russland mit 2723 Einwohnern (Stand 14. Oktober 2010).

## Geographie
Der Ort liegt etwa 125 km Luftlinie nordnordwestlich der Republikhauptstadt Machatschkala in der Kaspischen Senke, gut 40 km von der Küste des Kaspischen Meeres entfernt. Er befindet sich am rechten Ufer der Talowka, eines linken Mündungsarmes im Flussdelta des Terek.
Komsomolski gehört zum Stadtkreis Kisljar und liegt etwa 15 km nördlich des Zentrums der Stadt Kisljar, umgeben vom Territorium des Tarumowski rajon. Gut die Hälfte der Einwohner der Siedlung sind Russen; unter den Angehörigen dagestanischer Ethnien überwiegen Awaren (23 %) und Darginer (12 %, alles 2010).

## Geschichte
Der Ort entstand ab Ende der 1950er-Jahre als Arbeitersiedlung im Zusammenhang mit dem Bau des elektrotechnischen Werkes Dagelektroapparat. 1962 erhielt er den Status einer Siedlung städtischen Typs und wurde zu Ehren der sowjetischen kommunistischen Jugendorganisation Komsomol benannt.

### Bevölkerungsentwicklung
| Jahr | Einwohner |
| ---- | --------- |
| 1970 | 2135      |
| 1979 | 2215      |
| 1989 | 2358      |
| 2002 | 2567      |
| 2010 | 2723      |

Anmerkung: Volkszählungsdaten

## Verkehr
In Komsomolski befindet sich die Bahnstation Rasjesd № 17 („Ausweiche Nr. 17“) bei Kilometer 96 der auf diesem Abschnitt 1942 eröffneten Bahnstrecke von Tscherwljonnaja (bei Gudermes) nach Astrachan. Entlang der Bahnstrecke führt eine Lokalstraße nach Kisljar, wo Anschluss an die föderale Fernstraße R215 (Teil der Europastraße 119) von Astrachan nach Machatschkala besteht.